# 오하나자야역
오하나자야역(일본어: お花茶屋駅, おはなぢゃやえき)은 일본 도쿄도 가쓰시카구에 있는 게이세이 전철 게이세이 본선의 역이다. 역번호는 KS08이다.

## 역 구조
상대식 승강장 2면 2선의 지상역, 교상역사를 갖는다. (아오토 역 관리.)
엘리베이터는 개찰구 외에는 역 북측 도로 옆의 대합실 사이에 있고, 개찰구 내에는 대합실과 1번 승강장 사이에 있고, 에스컬레이터는 개찰구 내 대합실과 2번 승강장 사이를 각각 연결하고 있으며 에스컬레이터는 상하로 2개 병렬이며, 계단은 병설되지 않았다.
또한, 휠체어 전용 출구가 각 승강장에 직결하는 형태로 설치되어 있다. 화장실은 아오토 방면 승강장에 1개소 있다. 개찰구 외 대합실에는 훼미리마트 오하나자야 역점과 유초 은행 ATM, 보관함, 증명 사진기가 설치되어 있다.

### 승강장
| 1 | 게이세이 본선 | 상행 | 닛포리 ・ 우에노 방면                                                      |
| 2 | 게이세이 본선 | 하행 | 아오토 ・ 후나바시 ・ 지바 ・ 나리타 공항 ・ 가나마치・인바니혼이다이 방면 |

## 이용 현황
| 승차 인원 추이 | 승차 인원 추이     | 승차 인원 추이     |
| 연도           | 1일 평균 하차 인원 | 1일 평균 승차 인원 |
| -------------- | ------------------ | ------------------ |
| 1990년         |                    | 16,477             |
| 1991년         |                    | 16,697             |
| 1992년         |                    | 16,770             |
| 1993년         |                    | 16,690             |
| 1994년         |                    | 16,362             |
| 1995년         |                    | 15,915             |
| 1996년         |                    | 15,611             |
| 1997년         |                    | 15,408             |
| 1998년         |                    | 15,014             |
| 1999년         |                    | 14,798             |
| 2000년         |                    | 14,499             |
| 2001년         |                    | 14,556             |
| 2002년         | 29,106             | 14,641             |
| 2003년         | 29,344             | 14,760             |
| 2004년         | 29,467             | 14,767             |
| 2005년         | 30,160             | 15,082             |
| 2006년         | 30,643             | 15,329             |
| 2007년         | 31,030             | 15,557             |
| 2008년         | 31,202             | 15,647             |
| 2009년         | 30,922             | 15,482             |
| 2010년         | 30,576             | 15,315             |
| 2011년         | 30,060             | 15,057             |
| 2012년         | 30,429             | 15,244             |
| 2013년         | 31,250             | 15,671             |
| 2014년         | 31,141             | 15,614             |
| 2015년         | 20,944             |                    |

## 역 주변
- 가쓰시카 구청
- 가쓰시카 구 향토와 천문 박물관
- 가쓰시카 구립 오하나챠야 도서관
- 요쓰기 장례식장
- 히키후네 강 친수 공원
- 오하나자야 역전 우체국
- 가쓰시카 구립 시라토리 초등학교
- 가쓰시카 구립 호기쓰카 초등학교
- 도에이 버스 미나미센주 영업소 아오토 지소

## 역사
- 1931년 12월 19일: 영업 개시.

## 사진

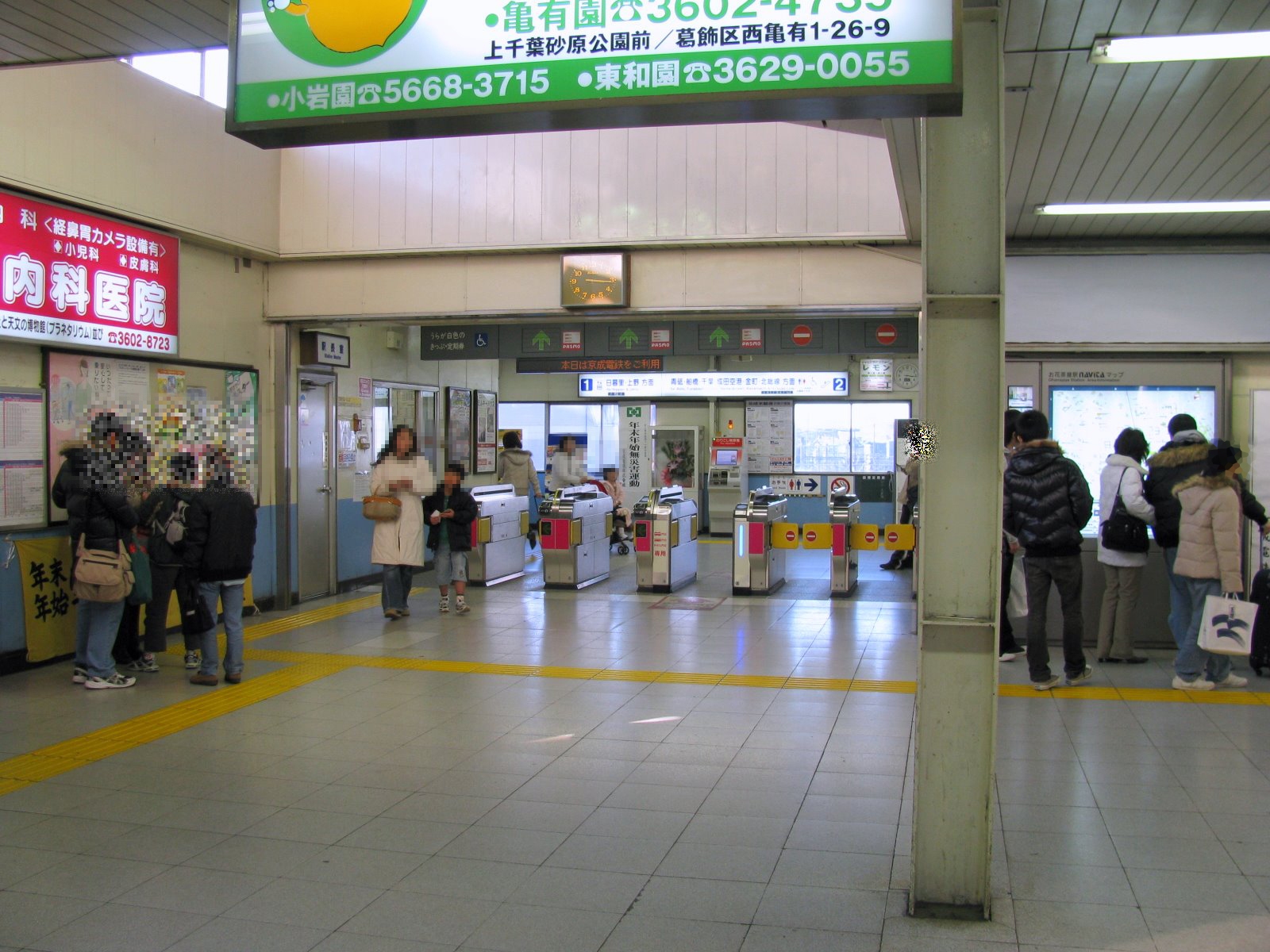
개찰구
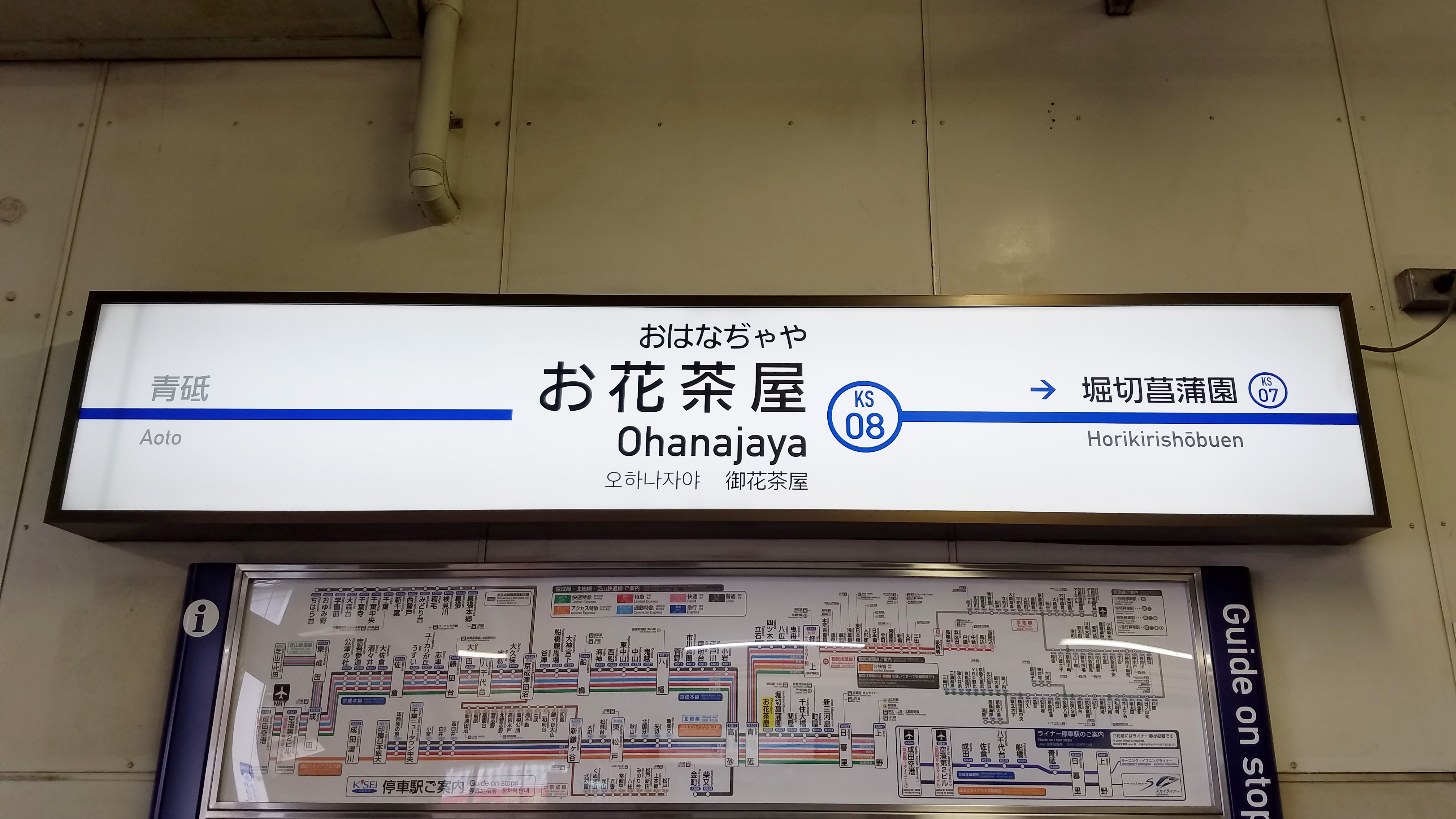
역명판

## 역명의 유래
야시로 장군의 도쿠가와 요시무네가 매 사냥을 즐기다가 복통을 일으켜 그 때 꽃이라는 이름의 찻집을 딸에게 간병하고 완쾌했다는 전설이 있다.

## 인접역
| 게이세이 전철 본선                       | 게이세이 전철 본선 | 게이세이 전철 본선            |
| ---------------------------------------- | ------------------ | ----------------------------- |
| KS 07 호리키리쇼부엔 게이세이우에노 방면 | 게이세이 본선      | 아오토 KS 09 나리타 공항 방면 |